# Józef Wasiak
Józef Wasiak (ur. 28 listopada 1892 w Drogiszce, zm. 4 czerwca 1920 pod Duniłowiczami) – kapitan piechoty Wojska Polskiego, kawaler Orderu Virtuti Militari.

## Życiorys
Urodził się 28 listopada 1892 we wsi Drogiszka, w ówczesnym powiecie mławskim guberni płockiej, w rodzinie Karola i Balibiny z Wilochów (zm. 1931). Miał brata Zygmunta i siostrę Balbinę oraz brata przyrodniego Stanisława Keczmera. W 1906, po ukończeniu szkoły gminnej w Niedzborzu, został przyjęty do Szkoły Handlowej w Mławie. W 1913, po ukończeniu szkoły, rozpoczął studia na Uniwersytecie Warszawskim.
4 kwietnia?/16 kwietnia 1892 został powołany do armii rosyjskiej. 1 września tego roku ukończył Wileńską Szkołę Wojskową, został mianowany chorążym i wcielony do 183 pułtuskiego pułku piechoty należącego do 46 Dywizji Piechoty. W szeregach 8. kompanii tego oddziału walczył podczas I wojny światowej. W czerwcu 1916 został ranny pod wsią Podgajne (ros. Подгайное), a w grudniu tego roku pod wsią Zaturce ranny po raz drugi. W 1918 służył w III Korpusie Polskim w Rosji. Po demobilizacji korpusu (czerwiec 1918) wrócił do Warszawy, gdzie kontynuował studia i działał w Polskiej Organizacji Wojskowej.
25 listopada 1918 wstąpił do Wojska Polskiego. W stopniu kapitana walczył na froncie polsko-bolszewickim. Dowodził 7 kompanią 36 pułku piechoty. 3 czerwca 1920 w walkach pod Duniłowiczami, pomimo śmiertelnej rany dowodził swoim oddziałem. Zainspirowany przez niego kontratak doprowadził do odzyskania straconego terenu, zdobycia umocnionych linii nieprzyjaciela oraz sprzętu wojskowego. Zmarł następnego dnia w następstwie odniesionych ran. Za bohaterstwo w walce odznaczony został pośmiertnie Krzyżem Srebrnym Orderu Virtuti Militari. 11 czerwca 1937 w starostwie mławskim delegacja oficerów 11 pułku ułanów wręczyła Zygmuntowi Wasiakowi legitymację i krzyż orderu nadanego jego bratu.

## Ordery i odznaczenia
- Krzyż Srebrny Orderu Virtuti Militari nr 3664[13][14]